# Radiorichtingzoeker
Een radiorichtingzoeker of ook wel Radio Direction Finder of afgekort RDF is een peilapparaat waarmee de richting van de bron van een radiosignaal kan worden bepaald. Doordat radiogolven zich over lange afstanden tot ver over de horizon kunnen voortplanten, is een RDF bij uitstek geschikt om de locatie te bepalen van schepen of vliegtuigen die zich ver van land af bevinden.

## Werking
RDF's werken door een richtingsgevoelige antenne in diverse richtingen te laten wijzen en dan te bepalen uit welke richting het radiosignaal het sterkst wordt ontvangen. Dit is dan de richting waarin de bron ervan zich bevindt.
Een andere mogelijkheid is om een rondomgevoelige antenne te laten bewegen in een cirkel in het horizontale vlak. Wanneer de antenne zich naar de bron toe beweegt wordt de ontvangen frequentie ten gevolge van het dopplereffect iets verhoogd en wanneer de antenne zich van de bron af beweegt verlaagd. Uit de relatie tussen de positie van de antenne en de veranderingen in de frequentie, kan worden afgeleid uit welke richting het radiosignaal komt. Een praktische toepassing van dit principe is een aantal vast opgestelde antennes in een cirkel, die met een elektronische schakelaar beurtelings op een ontvanger worden aangesloten. Er zijn dan geen bewegende delen en de (virtuele) draaisnelheid wordt niet door mechanica beperkt. Bij hogere draaisnelheden is het dopplereffect groter en het systeem sneller.

## Toepassingen
RDF's kunnen op twee manieren worden gebruikt: voor plaatsbepaling van de gebruiker (navigatie), of voor plaatsbepaling van een ander doel dan de gebruiker zelf (detectie).

### Navigatie
In het geval dat de gebruiker zijn eigen positie wil vaststellen dient hij de locatie te weten van minstens twee radiostations waarop hij zijn RDF wil laten zoeken. Door de richting van deze twee stations te combineren met een derde gegeven, kan hij zijn eigen locatie berekenen. Dit derde gegeven kan diverse dingen zijn. Een mogelijkheid is de richting van een derde bekend radiostation. De onderlinge hoeken van de richtingen van de radiostations geven een drietal hyperbolen, de snijpunten van deze hyperbolen geven de locatie van de gebruiker. Deze methode is in principe gelijk aan het plaatsbepalen met behulp van LORAN, alleen wordt er nu geen gebruik gemaakt van tijdsverschillen maar van richting.
Er is echter een veel simpeler methode: als derde gegeven wordt dan de kompasrichting van de ontvangen radiostations gebruikt. Als de kompasrichting bekend is, kunnen op een land- of zeekaart simpelweg twee rechte lijnen getekend worden die de locatie van de radiostations snijden. Het kruispunt van deze lijnen is de locatie van de gebruiker.

#### Luchtvaart

Automatic Direction Finder(ADF) aanwijzer en ontvanger zoals gebruikt in de luchtvaart

In de luchtvaart is de toepassing van ADF(Automatic Direction Finder) in de vorm van (Non-directional beacons) na de Tweede Wereldoorlog vervangen door navigatie met behulp van VOR, terwijl deze op zijn beurt weer in onbruik raakt door de opkomst van het GPS.

#### Scheepvaart
RDF werd vroeger veel aan boord van schepen gebruikt, maar de nauwkeurigheid liet ten opzichte van LORAN-C en DECCA te wensen over. Desondanks waren RDF's tot eind jaren negentig verplicht aan boord van schepen. Dit was vanwege het sloepsbaken waarmee andere schepen een sloep van een schip dat bij een ramp betrokken was konden peilen. Sinds de invoering van GMDSS op 1 februari 1999 is de RDF van de schepen verdwenen.
Aan boord van reddingsvaartuigen en SAR-units zoals helikopters is de VHF-marifoonpeiler altijd nog aanwezig als belangrijk hulpmiddel om schepen en noodbakens (zogenoemde PLB's, zie ook hieronder) op 121,5 MHz, op te sporen.

#### Offshore & veiligheid op zee
In de offshore olie- en gaswinning worden VHF-peilers nog volop gebruikt. Bijvoorbeeld op de Noordzee worden verplicht zogenoemde Personal Locator Beacons (vaak afgekort tot PLB) gedragen bij riskante werkzaamheden. Elk platform is dan ook uitgerust met een peiler om personeel dat overboord valt te kunnen traceren.

### Detectie
Een andere toepassing van RDF is plaatsbepaling van een doel. Deze toepassing wordt zowel in de luchtvaart als in de scheepvaart nog veel gebruikt als aanvullende informatie bij radar systemen. Hierbij wordt gebruikgemaakt van twee vast opgestelde RDF antennes die bij voorkeur een flink eind uit elkaar staan (liefst minimaal enkele tientallen kilometers). Wanneer een schip of vliegtuig zich via de radio meldt bij de verkeersleiding, bepalen de twee RDF's elk in welke richting het doel zich bevindt. De twee peillijnen die vanaf de plaats van beide RDF's op een kaart getekend kunnen worden, zullen elkaar kruisen op de plek waar het doel zich bevindt.
In het geval van RDF's als grondstations worden meestal geen draaibare antennes gebruikt, maar een aantal kleine, cirkelvormig opgestelde antennes. De radiorichtingzoeker werkt dan als pseudodoppler RDF of als correlatieve interferometer.

#### Opsporing
In de strijd tegen illegale radiozenders (zij het in oorlogstijd verzetszenders, zij het in vredestijd radiopiraten) werd de RDF en voorlopers van die apparatuur gebruikt om hen uit te peilen. In Nederland bracht de Radiocontroledienst, in België de BIPT zodoende in de jaren zeventig en tachtig menig vrijeradioavontuur tot een vroegtijdig einde.

#### Vossenjacht
Bij een radio-vossenjacht wordt een radiozender opgespoord met een radiorichtingzoeker, een landkaart en een kompas.